# مسرح الممثلين الشباب آيلينقتون

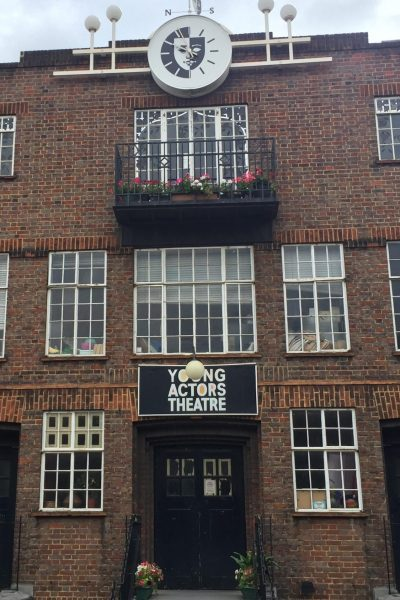
مسرح الممثلين الشباب في آيلينقتون

مسرح الممثلين الشباب آيلينقتون (YATI) (بالإنجليزية: Young Actors Theatre Islington)‏، هي مدرسة درامية ومسرح يقع في حي آيلينقتون في لندن، إنجلترا. تعمل المنظمة أيضًا كوكالة خيرية للأطفال والشباب الذين يرغبون في ممارسة مهنة التمثيل.

## التاريخ
يقع المسرح داخل كنيسة إدواردية تم تحويلها على طريق بارنسبيري، وكان موطنًا للفنون الدرامية منذ عام 1972. 
كان موقع مسرح آنا شير سابقًا، وقد أعيد تنظيم المبنى وأعيدت تسميته بمسرح الممثلين الشباب في عام 2005 من أجل استيعاب أهداف المؤسسة الخيرية بشكل أفضل.
في عام 2014، أصبح الممثل أندي سيركيس رئيسًا للمنظمة، حيث عمل بصفته الراعي والسفير نيابة عن الجمعية الخيرية. 

## خريجين متميز
- آسا باترفيلد - ( هوغو ، لعبة إندر ) [3] [4]
- فرانز دراما - ( أساطير الغد ، حافة الغد ) [5]
- فادي السيد - ( الدرجة ، أخي الشيطان ) [6]
- Ella Purnell - ( لا تدعني أذهب ، منزل ملكة جمال Peregrine للأطفال المميزين ) [7]

## روابط خارجية
- الموقع الرسمي